# صفرین
صفرین یا سفرین يا (سه برين) روستایی از توابع بخش رودبار شهرستان شهرستان قزوین در استان قزوین ایران است.

## جمعیت
این روستا در دهستان رودبار محمد زمانی قرار دارد و براساس سرشماری مرکز آمار ایران در سال ۱۳۸۵، جمعیت آن ۲۵۳ نفر (۶۴خانوار) بوده‌است.

## زبان
مانند دیگر روستاهای الموت زبان رایج در صفرین تاتی است.